# Enfield-Neorion

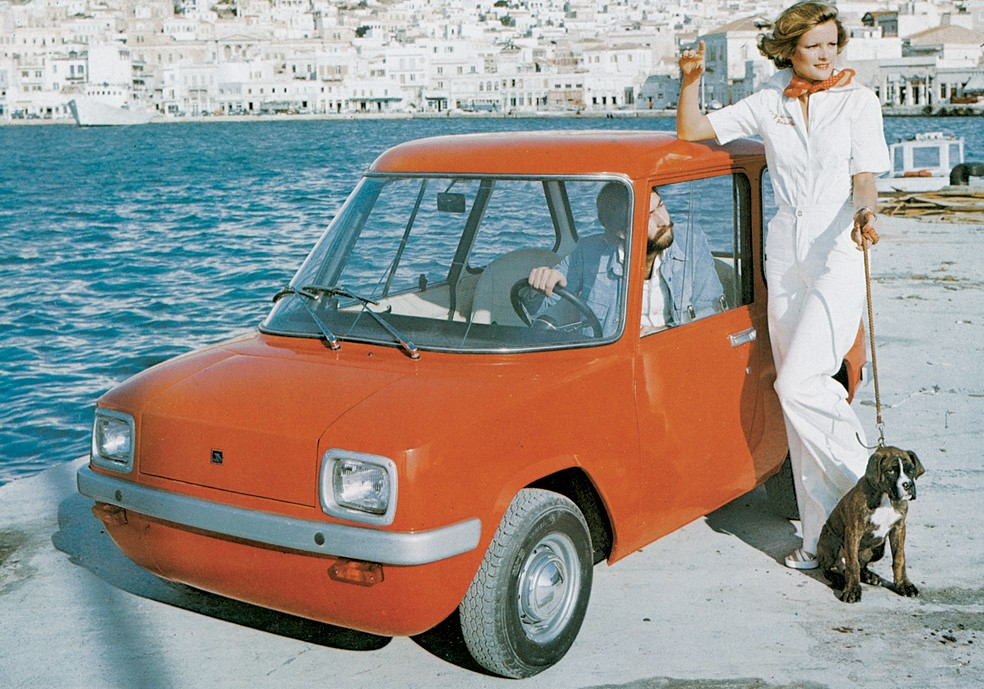
Enfield-Neorion E 8000

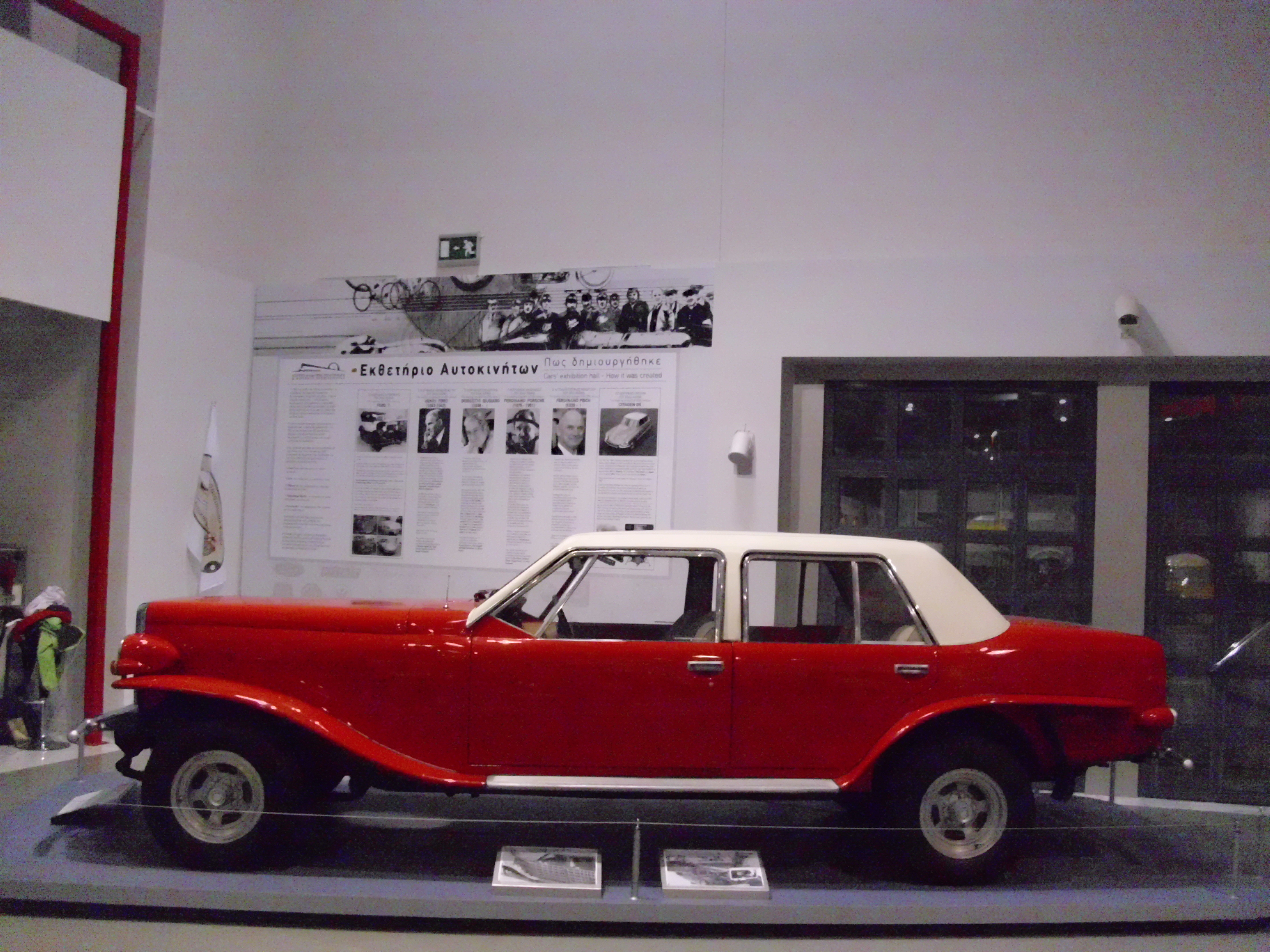
Neorion Chicago von 1974

Enfield-Neorion Ε.Π.Ε. war ein griechischer Hersteller von Automobilen.

## Unternehmensgeschichte
Das Schiffsbauunternehmen Neorion im Besitz der Familie Goulandris übernahm 1972 Enfield Automotive Ltd. aus London und gründete das neue Unternehmen Enfield-Neorion Ε.Π.Ε. Die Produktion des von Enfield entworfenen Elektrofahrzeugs wurde nach Griechenland verlegt. Die Endmontage erfolgte allerdings in einem Zweigwerk in Cowes auf der Isle of Wight. Der Markenname der Elektrofahrzeuge lautete Enfield-Neorion. 1974 wurde der Markenname Neorion für ein benzinbetriebenes Modell eingeführt. 1976 endete die Produktion.

## Modelle

### Modelle unter dem Markennamen Enfield-Neorion
Enfield hatte 1969 den Kleinstwagen Enfield E 8000 mit einem Elektromotor entworfen, produziert und vermarktet. Die geschlossene Karosserie bestand aus Kunststoff und bot Platz für 2 + 2 Personen. Nach der Übernahme wurde daraus der Enfield-Neorion E 8000. Ihm zur Seite gestellt wurde der offene Strandwagen E 8000 Bicini. Insgesamt entstanden 106 Fahrzeuge, die überwiegend nach Großbritannien verkauft wurden.

### Modelle unter dem Markennamen Neorion
Mit dem Modell Chicago wurde ein amerikanisch-inspiriertes Konzept verfolgt, das auf die Käufer amerikanischer Fahrzeuge in Griechenland zielte. Das Design stammte von Georgios Michael. Anders als die Straßenkreuzer wurde es auch auf eine Off-Road Nutzung ausgelegt und wurde vor dem 1977 gebauten Matra Rancho zum Vorläufer späterer Crossover-Fahrzeuge. Auf ein robustes Fahrgestell mit einem Stahlrahmen wurde eine viertürige Stufenheckkarosserie aus Kunststoff montiert. Für den Antrieb sorgte ein V8-Motor von AMC mit 4979 cm³ Hubraum und 177 PS Leistung. Ungewöhnlich war der Allradantrieb. Damit war das Fahrzeug durchaus mit dem Range Rover vergleichbar.
Die Produktion von vier Fahrzeugen startete, von denen allerdings nur zwei bis 1976 fertiggestellt wurden. Ein Exemplar existiert heute noch und ist im Technikmuseum Noesis in Thessaloniki ausgestellt.